# アトラス・セントール
アトラス・セントール(英語: Atlas-Centaur)はアメリカの使い捨て型軌道投入用ロケット。設計と製作はカリフォルニア州サンディエゴのジェネラル・ダイナミクス傘下のコンベアが行った。アトラスミサイルから派生したもので、アトラスロケット系統の一つである。1962年から1983年までの間の61回の打ち上げに利用された。 また、上段にセントールを乗せており、極低温燃料を利用した最初のロケットであった。セントールはロケットダイン製の2台のRL-10エンジンを搭載しており、液体水素(LH2)は華氏-473度、液体酸素(LO2)は華氏-320度であった。
このロケットは3段型で、アトラスが1段目と2段目に使われ、セントールが上段に使われていた。アトラスの初段は高い出力密度のために灯油と液体酸素を燃焼させるものであった。
燃料を使い果たすと、1段目とその両脇についたブースターエンジンは分離され、地球に落下した。アトラスの2段目(中段JPL-5エンジン)はアトラスとセントール上段を低軌道に乗せる役割を果たした。低軌道では、火工品のスーパージップシステムが点火され、セントールは2段目から離脱した。離脱後、特別な衛星実験などで必要に応じてセントールは複数回の燃焼を実行した。
当初、SM-65Dアトラスの改良型のLV-3Cが初段に利用された。これはすぐ後にアトラスSLV-3から派生したSLV-3Cに置き換えられ、さらに後にはSLV-3Dになった。太陽系探査機パイオニア10号とパイオニア11号の打ち上げにおいては、3段と半段の形状となり、固体ロケットの"Star-37E"が最上段に利用された。
打ち上げはケープカナベラル空軍基地の第36射点から打ち上げられた。5度目の打ち上げではロケットは発射台の上で爆発、発射台は大きく損傷し、NASAと空軍に以前放棄されたバックアップ射点である第36B射点の完成に向けた建設を続ける必要を認識させた。このような打ち上げ失敗はアトラス・セントールやその後の派生型では非常に珍しいことが判明した。
派生型にはアトラスG、アトラスI、アトラスII、アトラスIII、アトラスVなどがあり、アトラスVは現役の最新型である。

## 形式
| 名称                               | 初打上げ   | 最終打上げ | 打上げ数 | 成功 | 失敗 | 部分的失敗 | 特記事項                                                  |
| ---------------------------------- | ---------- | ---------- | -------- | ---- | ---- | ---------- | --------------------------------------------------------- |
| Atlas LV-3C Centaur-A              | 1962-05-08 | 1962-05-08 | 1        | 0    | 1    | 0          |                                                           |
| Atlas LV-3C Centaur-B              | 1963-11-27 | 1963-11-27 | 1        | 1    | 0    | 0          |                                                           |
| Atlas LV-3C Centaur-C              | 1964-06-30 | 1965-03-03 | 3        | 0    | 2    | 1          |                                                           |
| Atlas LV-3C Centaur-D              | 1965-08-11 | 1967-07-14 | 7        | 7    | 0    | 0          |                                                           |
| Atlas SLV-3C Centaur-D             | 1967-09-08 | 1972-08-21 | 17       | 14   | 3    | 0          | スター37Eを上段に使用した構成での打ち上げが一回だけあった |
| Atlas SLV-3D Centaur-D1A           | 1974-03-05 | 1975-05-22 | 6        | 5    | 1    | 0          | スター37Eを上段に使用した構成での打ち上げが一回だけあった |
| Atlas SLV-3D Centaur-D1AR          | 1975-09-26 | 1983-05-19 | 26       | 24   | 1    | 1          |                                                           |
| アトラス・セントール派生型ロケット |            |            |          |      |      |            |                                                           |
| アトラスG                          | 1984-06-09 | 1989-09-25 | 7        | 5    | 2    | 0          | (Atlas G Centaur-D1AR)                                    |
| アトラスI                          | 1990-07-25 | 1997-04-25 | 11       | 8    | 3    | 0          |                                                           |
| アトラスII                         | 1991-12-07 | 2004-08-31 | 63       | 63   | 0    | 0          |                                                           |
| アトラスIII                        | 2000-05-24 | 2005-02-03 | 6        | 6    | 0    | 0          |                                                           |
| アトラスV                          | 2002-08-21 | Active     | 14       | 13   | 0    | 1          |                                                           |

## 註
1. ↑  Encyclopedia Astronautica - Atlas
2. ↑  Gunter's Space Page - Atlas Centaur
3. ↑  Space Launch Report - Atlas Centaur LV-3C Development History